# Kevin Myers
 (mars 2011).
Si vous disposez d'ouvrages ou d'articles de référence ou si vous connaissez des sites web de qualité traitant du thème abordé ici, merci de compléter l'article en donnant les références utiles à sa vérifiabilité et en les liant à la section « Notes et références ».
Kevin Myers (joué par Thomas Ian Nicholas) est l'un des personnages principaux de la série de films American Pie.

## Apparitions

### American Pie
Kevin est le leader du groupe. Il est toujours prêt à aller aux soirées de Stifler. Dans le premier film, il a une relation en difficulté avec Victoria, s'excuse pour son comportement, et couche avec elle à la fin du film. Puisqu'ils ne vont pas aller à la même université, Kevin et Victoria décident de se séparer.

### American Pie 2
Dans le second film, il revoit Vicky au chalet, mais se rend compte qu'elle est accompagnée de son petit ami. Alors, Kevin dit à ses amis qu'il n'est sorti avec aucune fille depuis qu'il était avec Vicky. Mais, en consultant ses amis, il finit par devenir ami avec Vicky et n'éprouve plus de sentiments amoureux envers elle.

### American Pie 3: Marions-les!
Dans le troisième film, Kevin est un personnage plus secondaire que les deux autres films, puisque l'histoire est plus centrée sur Jim et Michelle Flaherty, qui s'apprêtent à se marier.

### American Pie 4
Kevin est de retour dans la saga pour la réunion des anciens élèves, il s'est finalement marié et est à présent architecte à la maison, il s'est plutôt rangé et possède une vie de famille assez tranquille et l'on apprend durant le film qu'il tient beaucoup moins l'alcool qu'auparavant, il ne boit presque plus.

### American Pie présente: Les Sex Commandements
Il n'apparaît pas dans le film, mais on peut voir sa signature dans la bible du sexe en 1999 à 1:04:43 minute du film.